# Nothobranchius malaissei
Nothobranchius malaissei är en fiskart som beskrevs av Wildekamp, 1978. Nothobranchius malaissei ingår i släktet Nothobranchius och familjen Nothobranchiidae. IUCN kategoriserar arten globalt som otillräckligt studerad. Inga underarter finns listade i Catalogue of Life.